# Эдафозавры
Эдафозавры (лат. Edaphosauridae) — семейство растительноядных пеликозавров. Обитали в Северной Америке и Европе в конце каменноугольного — начале пермского периодов. Одни из первых крупных доминирующих растительноядных (могли питаться отмершей растительностью). Голова маленькая, зубы колышковидные, равного размера. Нёбо и внутренняя сторона нижней челюсти покрыты дополнительными зубами. Есть глубокая нижняя вырезка скуловой дуги. Возможно, имелись мягкие щёки, позволявшие удерживать пищу во рту. Конечности короткие, тело массивное, широкая грудная клетка. У всех эдафозавров был «парус», образованный остистыми отростками спинных позвонков. На отростках имелись поперечные выросты, верхушки нескольких передних отростков часто расширены. Вероятно, как и у сфенакодонтов, «парус» служил для терморегуляции, поперечные отростки могли увеличивать его площадь. Кости «паруса» были полыми. Нельзя также исключить, что у основания «паруса» могли откладываться запасы жира.

## Роды семейства

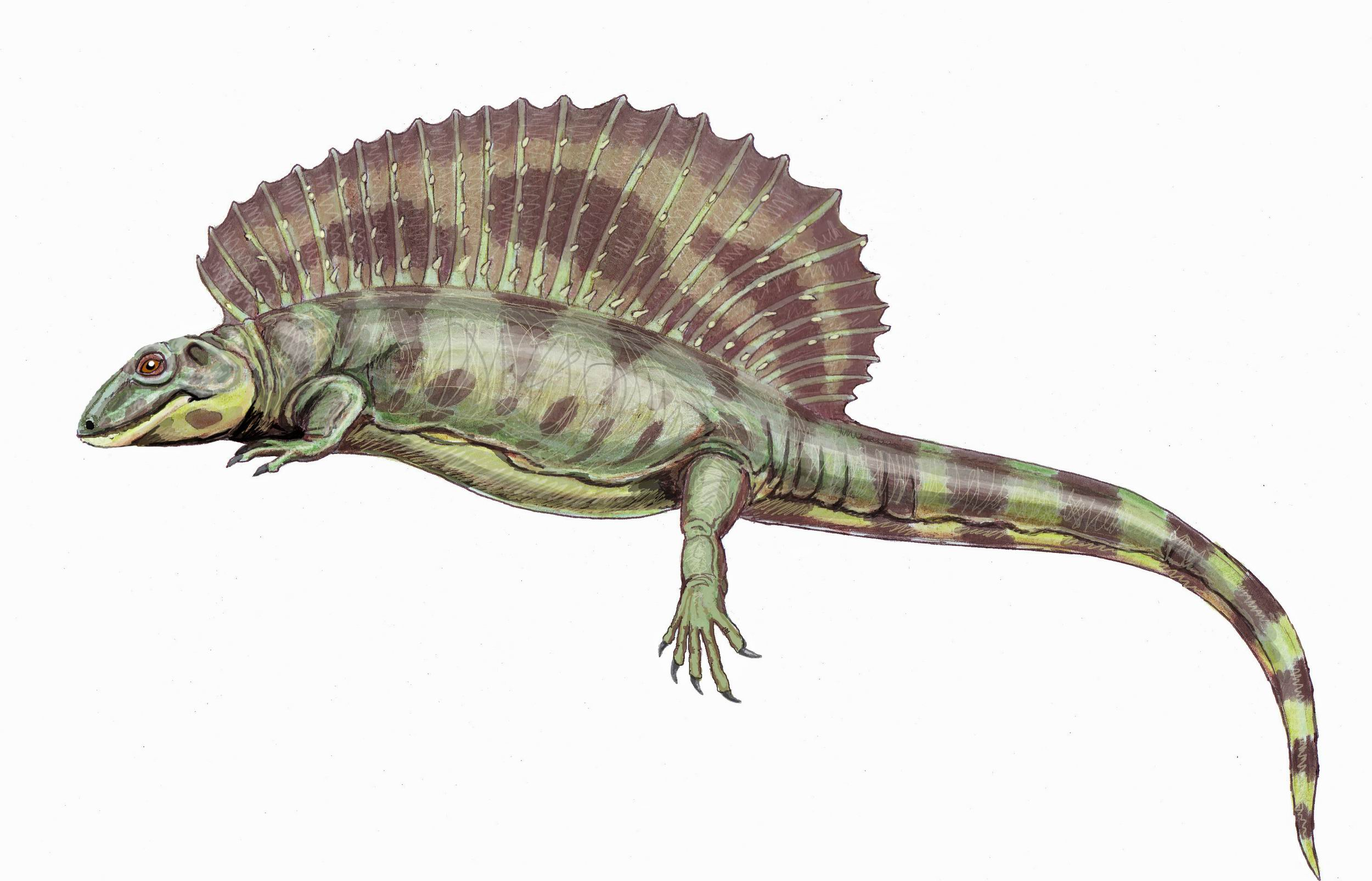
Ianthasaurus hardestii

- Самый примитивный из эдафозавров — Ianthasaurus, некрупное животное из позднекаменноугольных отложений Северной Америки и Европы. У него сохраняются длинные зубы, указывающие на возможное питание насекомыми. Длина около 1 метра, «парус» низкий. Типовой вид — Ianthasaurus hardesti из позднего карбона Гарнетта в Канзасе. Вид описан Рейсом и Берманом в 1985 году. Изучение остатков мелких эдафозавров из позднего карбона — ранней перми Западной Европы (Чехия и Молдавия) показало их возможную принадлежность к данному роду. Это I. mirabilis, описанный Фритчем в 1895 году и I. credneri, описанный Йекелем в 1910 году. Впрочем, посткраниальные остатки янтазавра практически неотличимы от таковых мелких эдафозавров.

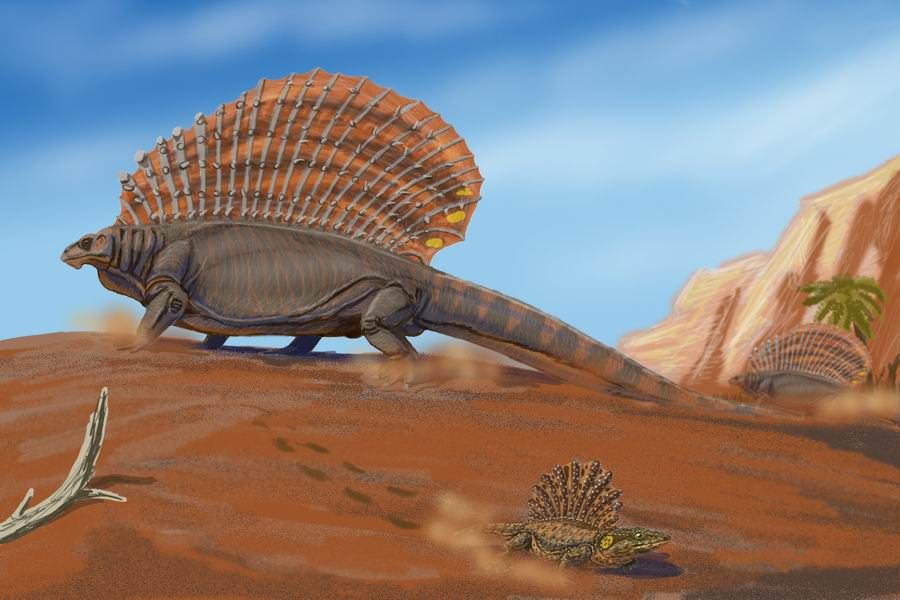
Edaphosaurus pogonias. На переднем плане — платигистрикс

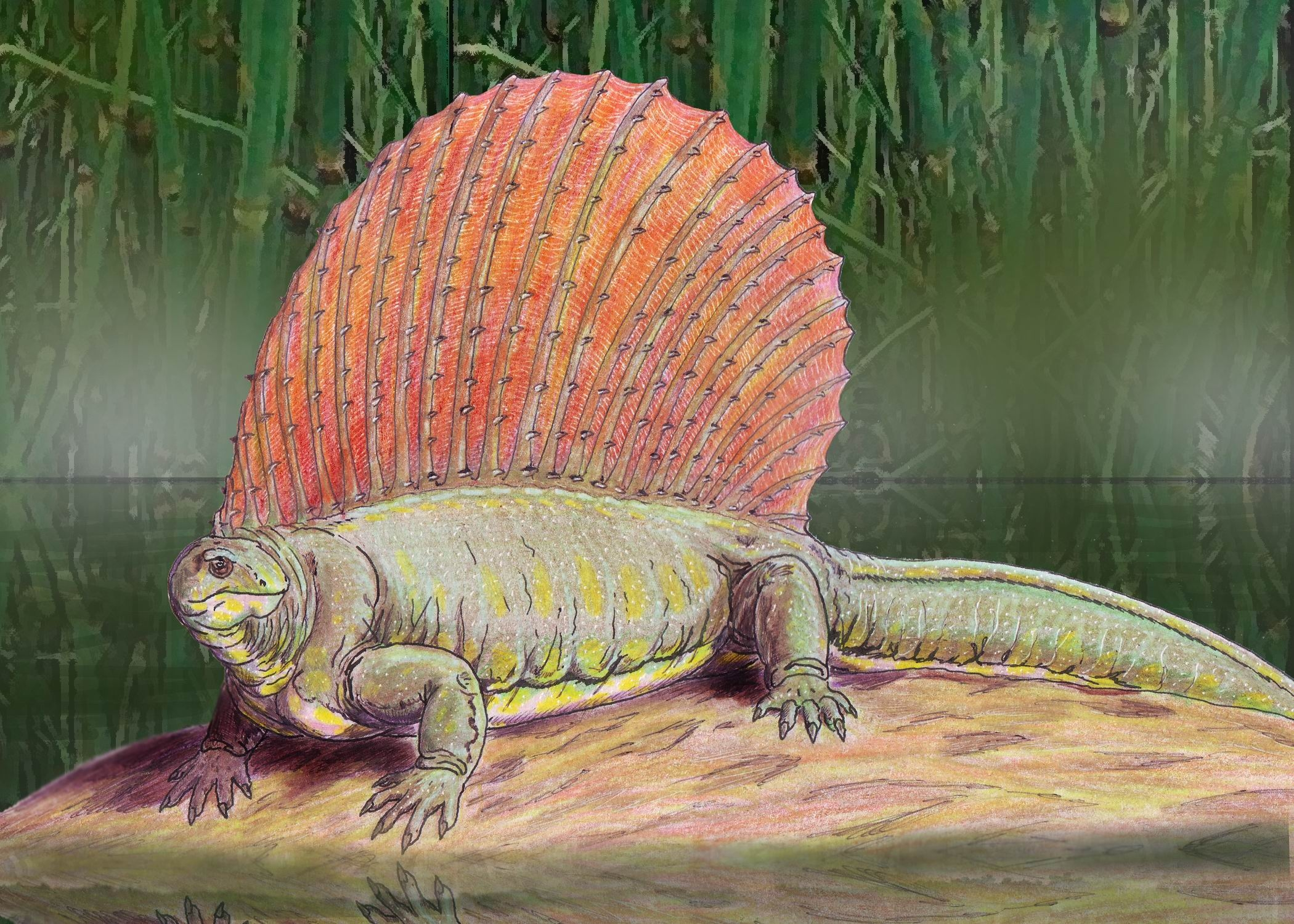
Edaphosaurus boanerges

- Собственно эдафозавр[2] (Edaphosaurus) — крупное растительноядное животное, длина некоторых видов доходила до 3—3,5 метра. 6—9 видов из позднего карбона — ранней перми Северной Америки. Наиболее крупные виды — E. cruciger и E. pogonias из раннепермских отложений Техаса, близок по размеру более примитивный E. boanerges. Эти виды были современниками диметродонов и могли служить их добычей. Род был описан Э. Д. Коупом в 1882 году по деформированному черепу из ранней перми Техаса. Он считался близким к «котилозаврам», к которым тогда относили всех примитивных рептилий. В 1886 году Коуп описал под названием «Naosaurus» «парусного» пеликозавра из тех же отложений. Считалось, что череп наозавра не отличался от черепа диметродона, но «парус» нёс поперечные отростки. Такая реконструкция «наозавра» часто встречается в литературе вплоть до 1930-х годов. В 1907 году Э. Кейз предположил, на основании новых находок, что череп наозавра принадлежит эдафозавру; впоследствии это подтвердилось. Таким образом, «наозавр» был результатом искусственного соединения черепа диметродона с черепом эдафозавра.
- Близким к эдафозавру может быть мелкий пеликозавр Glaucosaurus megalops[англ.], известный по единственному черепу длиной около 5 см из ранней перми Техаса. У Glaucosaurus были огромные глаза и конусообразные зубы, причём задние зубы массивнее, клыков нет. Скелет неизвестен. Возможно, это всеядное животное близко к предкам эдафозавров.
- Lupeosaurus kayi[англ.] — ещё один малоизвестный пеликозавр, близкий к эдафозаврам. Внешне напоминал эдафозавра, но имел «парус» как у диметродона — без поперечных отростков. Длина достигала 2,6 метра (длина туловищного позвонка около 3 см), описан А. Ромером из ранней перми (вольфкамп) Техаса. Череп неизвестен, тело удлинённое, конечности массивные и довольно длинные. Очертания «паруса», возможно, треугольные.

Вымерли в результате ухудшения климата и возможной конкуренции со сменившими их казеидами.

## Ссылка
- Synapsida. Paleofile. Архивировано из оригинала 22 августа 2013 года.
- Synapsida: Ophiacodontidae & Edaphosauridae. Palaeos Vertebrates. Архивировано из оригинала 2 января 2006 года.
- Family Edaphosauridae. Kheper. Архивировано из оригинала 19 апреля 2003 года.